# اريك هاميلتون
اريك هاميلتون (بالإنجليزية: Eric Hamilton)‏ هو مدير فني أمريكي، ولد في 19 سبتمبر 1953 في بوردينتاون في الولايات المتحدة.